# Бачка жупанија
Бачка жупанија (лат. Comitatus Bachiensis) је била жупанија, односно управна јединицаКраљевине Угарске (11-18. век). У средњем веку је обухватала подручје између река Тисе и Дунава, односно јужне делове данашње Бачке. У 16. веку, ово подручје улази у оквир Османског царства, које ту успоставља Сегедински санџак. Успоставом хабзбуршке управе крајем 17. века Бачка жупанија се обнавља, али са другачијим границама у односу на средњовековну жупанију. Уместо јужних делова Бачке, обновљена жупанија је обухватала западне и северне делове ове регије. У 18. веку, Бачка жупанија је спојена са Бодрошком жупанијом у нову Бачко-бодрошку жупанију.